# سید محسن یحیوی
سید محسن یحیوی (زادهٔ ۱۳۲۱ بروجرد) سیاست‌مدار و مدیر اجرایی ایرانی است.
وی پس از اتمام تحصیلات ابتدایی و متوسطه در سال ۱۳۴۲ پس از موفقیت در کنکور به دانشکده نفت آبادان راه یافت ولی به علت فعالیت‌های سیاسی، اجتماعی موفق به تکمیل دروه دانشکده نفت نشد. در پی آن برای ادامه تحصیل به دیترویت در ایالت میشیگان رفت.
و فارغ‌التحصیل رشته راه و ساختمان گردید. وی طی مدت تحصیل عضو انجمن اسلامی دانشجویان و یکی از پایه گذاران انجمن اسلامی دانشکده نفت آبادان بوده است. یحیوی پس از وقوع انقلاب در کمیته ویژه بازرسی و راه‌اندازی کارخانه‌ها و کارگاه‌ها و رفع مشکلات کارگران مستقر در وزارت کار عضویت داشته و با ایجاد بنیاد مسکن انقلاب اسلامی مدتی نیز عضویت هیئت مدیره این بنیاد بود. وی در کابینه شورای انقلاب اسلامی از تاریخ ۳۰ آبان ۱۳۵۸ تا تاریخ ۲۰ شهریور ماه ۱۳۵۹ در سمت‌های کفیل و وزیر مسکن و شهرسازی فعالیت کرد. در تاریخ نهم آبان ماه سال ۱۳۵۹ همراه با وزیر نفت وقت محمد جواد تندگویان در نزدیکی آبادان اسیر نیروهای ارتش عراق شد. او بعد از دورهٔ اسارت خود شروع به نوشتن خاطرات دوران اسارتش پرداخت و کتابی به نام ده سال تنهایی را نوشت. یحیوی در مجلس هفتم نماینده بروجرد و در مجلس چهارم و پنجم نماینده تهران بود. او همچنین عضو جامعه اسلامی مهندسین و قائم‌مقام و عضو شورای مرکزی جامعه اسلامی مدیران می‌باشد.

## زندگی
سید محسن یحیوی در سال ۱۳۲۱ در شهر بروجرد زاده شد. پس از اتمام تحصیلات ابتدایی و متوسطه در سال۱۳۴۲ پس از موفقیت در کنکور به دانشکده نفت آبادان راه یافت ولی به علت فعالیت‌های سیاسی، اجتماعی موفق به تکمیل دروه دانشکده نفت نشد. در پی آن برای ادامه تحصیل به شهر دیترویت واقع در ایالت میشیگان آمریکا رفت.
و فارغ‌التحصیل رشته راه و ساختمان گردید. وی طی مدت تحصیل عضو انجمن اسلامی دانشجویان و یکی از پایه گذاران انجمن اسلامی دانشکده نفت آبادان بوده است.
یحیوی پس از وقوع انقلاب در کمیته ویژه بازرسی و راه‌اندازی کارخانه‌ها و کارگاه‌ها و رفع مشکلات کارگران مستقر در وزارت کار عضویت داشت و با ایجاد بنیاد مسکن انقلاب اسلامی مدتی عضویت هیئت مدیره این بنیاد بود. وی در کابینه شورای انقلاب اسلامی از تاریخ ۳۰ آبان ۱۳۵۸ تا تاریخ ۲۰ شهریور ۱۳۵۹ در سمت‌های کفیل و وزیر مسکن و شهرسازی انجام وظیفه نموده است. در تاریخ نهم آبان ماه سال ۱۳۵۹ همراه با وزیر نفت وقت شهید محمد جواد تندگویان در نزدیکی آبادان اسیر نیروهای ارتش عراق شد.
او بعد از دورهٔ اسارت خود شروع به نوشتن خاطرات دوران اسارتش پرداخت و کتابی به نام ده سال تنهایی را نوشت.
یحیوی در مجلس هفتم نماینده بروجرد و در مجلس چهارم و پنجم نماینده تهران بود. او همچنین عضوجامعه اسلامی مهندسین می‌باشد.

## سوابق علمی، اجرایی و سیاسی
- وزیر مسکن و شهرسازی در کابینه شورای انقلاب اسلامی
- عضویت در کمیته ویژه بازرسی و راه‌اندازی کارخانه‌ها و کارگاه‌ها و رفع مشکلات کارگران مستقر در وزارت کار پس از پیروزی انقلاب اسلامی
- عضویت در هیئت مدیره بنیاد مسکن انقلاب اسلامی بعد از تأسیس
- مدیر مناطق نفت خیز و رئیس پالایشگاه آبادان در آغاز نخست وزیری محمدعلی رجایی و شروع جنگ ایران و عراق[۲]
- نماینده دوره چهارم مجلس شورای اسلامی و دوره پنجم مجلس شورای اسلامی از شهر تهران
- نماینده دوره هفتم مجلس شورای اسلامی از شهر بروجرد
- رئیس کمیسیون نفت و عضو هیئت رئیسه مجلس در دوره هفتم
- عضویت در جامعه اسلامی مهندسین
- قائم مقام و عضو شورای مرکزی جامعه اسلامی مدیران